# Đan Trại
Đan Trại (chữ Hán giản thể: 丹寨县, bính âm: Dānzhài Xiàn, âm Hán Việt: Đan Trại huyện) là một huyện thuộc Châu tự trị dân tộc Miêu và dân tộc Đồng Kiềm Đông Nam, tỉnh Quý Châu, Cộng hòa Nhân dân Trung Hoa. Huyện này có diện tích 938 km², dân số năm 2002 là 150.000 người. Mã số bưu chính của huyện Đan Trại là 557500. Chính quyền huyện đóng ở trấn Long Tuyền. Về mặt hành chính, huyện này được chia thành 4 trấn và 2 hương.
- Trấn: Long Tuyền, Hưng Nhân, Dương Vũ và Bài Điều.
- Hương: Nam Cao và Nhã Hôi.